# Sportovec roku 1977
Sportovec roku 1977 byl devatenáctý ročník ankety sportovních novinářů o nejlepšího sportovce Československa. Vítězem se stal zápasník Vítězslav Mácha, který se toho roku stal v Göteborgu mistrem světa.

## První desítka
1. Vítězslav Mácha (zápas)
2. Miloslav Roľko (plavání)
3. Jan a Jindřich Pospíšilové (kolová)
4. Vladimír Vačkář - Miroslav Vymazal (cyklistika)
5. Petr Sodomka (kanoistika)
6. Květoslav Mašita (motorismus)
7. Helena Fibingerová (atletika)
8. Anna Matoušková (cyklistika)
9. Jozef Plachý (atletika)
10. František Pospíšil (lední hokej)